# Rue des Trois-Piliers
La rue des Trois-Piliers (en occitan : carrièra del Potz dels Tres Pilhèrs) est une voie de Toulouse, chef-lieu de la région Occitanie, dans le Midi de la France. 

## Situation et accès

### Description
La rue des Trois-Piliers est une voie publique. Elle se trouve dans le quartier Arnaud-Bernard.
La chaussée compte une seule voie de circulation automobile en sens unique, de la place Arnaud-Bernard vers la rue Saint-Charles. Elle appartient à une aire piétonne, où la circulation est réglementée et la vitesse limitée à 6 km/h. Il n'existe pas de bande ni de piste cyclable, quoiqu'elle soit à double-sens cyclable.

### Voies rencontrées
La rue des Trois-Piliers rencontre les voies suivantes, dans l'ordre des numéros croissants (« g » indique que la rue se situe à gauche, « d » à droite) :
1. Place Arnaud-Bernard
2. Rue de la Verge-d'Or (g)
3. Rue de l'Hirondelle (g)
4. Rue Saint-Charles (g)
5. Rue Adolphe-Félix-Gatien-Arnoult (d)

### Transports
La rue des Trois-Piliers n'est pas directement desservie par les transports en commun Tisséo. Elle se trouve cependant à proximité du boulevard d'Arcole, parcouru par les lignes de Linéo L1L14 et de bus 294570. La station de métro la plus proche est la station Compans-Caffarelli, sur la ligne . 
Il se trouve une station de vélos en libre-service VélôToulouse à proximité, dans la rue Adolphe-Félix-Gatien-Arnoult : la station no 55 (2 rue Gatien-Arnoult).

## Odonymie
À la fin du Moyen Âge, la rue était connue, comme l'actuelle rue Adolphe-Félix-Gatien-Arnoult, comme la rue des Pelhiers (carraria Pelheriorum en latin médiéval), car elle était bordée de boutiques de chiffonniers et de fripiers (pelhaires ou pelhièrs en occitan). On lui trouvait aussi le nom de rue du Puits-des-Pelhiers (carraria Puthei Pelheriorum en latin médiéval), car il y avait un puits public au carrefour de la rue Adolphe-Félix-Gatien-Arnoult. Il se trouve que la structure supérieure du puits était soutenue par trois piliers (pielèrs ou pilièrs en occitan) : c'est peut-être par confusion et par francisation que le nom de rue des Piliers ou des Trois-Piliers s'imposa progressivement entre les XVIIe et XVIIIe siècles. En 1794, pendant la Révolution française, elle fut renommée rue la Sûreté, mais cette appellation ne subsista pas.

## Patrimoine et lieux d'intérêt

### Immeubles
- no  6 : immeuble en corondage (XVIIIe siècle)[5].

- no  17 : immeuble.
L'immeuble, de style Art déco, caractéristique avec sa polychromie de brique et de béton enduit, est construit en 1936 par l'architecte Louis Andrau. Il s'élève à l'angle de la rue de l'Hirondelle et ne présente sur la rue des Trois-Piliers qu'une seule travée. Le rez-de-chaussée est percé par une ouverture de boutique rectangulaire. Aux étages, la façade est couverte d'un calepinage de brique et les fenêtres segmentaires ont un linteau en béton et des garde-corps en ferronnerie. L'élévation est couronnée par une large corniche surmontée d'un attique[6].